# Cleopatra l'Alquimista
Cleòpatra l'Alquimista va ser una alquimista i escriptora de l'Egipte romà. Les dates del seu naixement i mort es desconeixen però s'hi situa a Alexandria entre els segles III i IV. També es desconeix el seu nom real, Cleòpatra era el seu pseudònim. No es tracta de Cleòpatra VII, encara que en algunes obres posteriors es refereixen a ella com Cleòpatra: reina d'Egipte. Així apareix per exemple en Basillica Philosophica de Johann Daniel Mylius (1618), on la seva imatge apareix retratada al costat del lema: «El diví està ocult per a la gent per la saviesa del Senyor». A més se solia utilitzar a Cleòpatra com a personatge en els diàlegs dels textos alquímics.
Cleòpatra va ser una de les figures fundadores de l'alquímia, precedint a Zòsim de Panòpolis. Michael Maier l'esmenta com una de les quatre dones que sabia com obtenir la pedra filosofal, al costat de María la Jueva, Medera i Taphnutia. S'esmenta a Cleòpatra amb gran respecte en l'enciclopèdia àrab Kitab al-Fihrist de 988. S'hi reconeix principalment pel seu manuscrit Chrysopeia (fabricació de l'or), que conté molts emblemes usats i desenvolupats posteriorment per les filosofies gnòstiques i hermètiques. Per exemple, en aquesta obra apareix per primera vegada l'Ouroboros, la serp que engoleix la seva pròpia cua, símbol del cicle etern, a més de l'estel de vuit puntes. L'obra també conté diverses descripcions i dibuixos dels processos tècnics del forn de fosa o la destil·lació. Alguns li atribueixen la invenció de l'alambí.